# Inés de la Cruz
Inés de la Cruz (Toledo, 17 de enero de 1570-Ciudad de México, 5 de septiembre de 1633) escritora y fundadora en 1616 del convento de San José de carmelitas descalzas, hoy Iglesia de Santa Teresa la Antigua, primero de esa orden en la Ciudad de México, junto con Mariana de la Encarnación.
Escribió dos obras: Fundación del convento [de Santa Teresa la Antigua], en 1625, y su Autobiografía, terminada el 3 de enero de 1629. También fue compositora de música sacra, y desempeñó oficios como administradora de bienes y tenedora de libros en el convento de Jesús María, primero, y después, en el convento del Carmen.
Inés de la Cruz se convirtió en ejemplo de vida monástica durante el siglo XVII; es muy probable que Sor Juana Inés de la Cruz tomara parte de su nombre religioso de la fundadora carmelitana cuando ingresó al convento de San José de carmelitas descalzas, en 1667, pues era común que las novicias tomaran el nombre de la fundadora del convento al que ingresaban o de alguna de sus religiosas destacadas.

## Familia
Inés de la Cruz fue hija de Francisco de Castellet, natural de Valencia, España, y de Luisa de Ayala, natural de Toledo, residentes en Toledo. Su familia estaba compuesta por tres hermanos y tres hermanas, siendo ella de las del medio. 

Su madrina de bautizo fue una abuela de su madre, llamada Quiteria de San José a quien Inés le atribuye su vocación. Según dice Inés,
[Quiteria] estaba consertada de ser monja en un convento de la regla mitigada del Carmen, llamado de la Encarnación, y en acabando de bautizarme, se fue a tomar el hábito, que sólo esto la había detenido: buen pronóstico de que el señor me prevenía de misericordias para ser suya.

## Formación
Aprendió a leer y a escribir a los cuatro o cinco años, en Toledo, junto a su hermana mayor, donde una maestra de primeras letras, que también les enseñó oraciones católicas. Inés cuenta: "Deprendí muchas oraciones, y en brazos me llevaban por toda la vezindad, donde me daban muchos regalos porque las rezase. Pareceme tendría entonces quatro o cinco años, porque una cuesta que havía baxaba a gatas por no caer. Deprendí con gran brevedad a leer, de cudicia de saber la pasión de Nuestro Señor, y lloraba mucho, y como oía las vidas de los Hermitaños, me aficioné a imitarlos". Las lecturas religiosas parecen haber sido la base de su primera formación: "Deprendí muy presto a leer, y pasé todos los libros de Espejo de consolación y se me quedaron de memoria". Cita como sus ejemplos a Santa Catalina de Siena, a San Francisco de Asís y a Teresa de Ávila.
Inés se preciaba de su disciplina: "En la maestra a donde íbamos a deprender a labrar, y acudían más de cincuenta niñas; todas se holgaban, y jugaban, y las azotaban, y reñían, y yo estaba como muda, aunque no estuviese allí la maestra y así, nunca le di ocasión de reñirme". En general, Inés se consideraba una niña callada y pasaba el tiempo leyendo libros de devoción, mientras sus padres la escuchaban.
Durante su adolescencia, ya en México, su padre le enseñó a leer en latín y quiso que aprendiera música, pero -dice Inés- "yo no tenía inclinación a ella, y tenía mala voz, y desentonada, y así fue tiempo perdido, porque las liciones que me daban se me volaban presto, porque tenía la memoria ocupada". Entonces Inés quiso ser compositora: "Dixele al maestro me enseñara el arte de la música. Respondió no era ciencia de mugeres, y por lo mismo, me dio más gana de deprenderla (que fue en breve tiempo)". Así, las mujeres podían interpretar la música, pero no crearla. Inés se opuso a esta restricción y aprendió a componer; pero ella misma dice: "más como no tenía exercicio, no la pude usar; [lo aprendido] sirviome, con todo, para puntar libros en que aora cantan". En opinión de Mariana de la Encarnación, su compañera de fundación, era imposible interpretar la música que Inés componía: 
...alcansó [Inés] consumadamente toda la siencia que pudo saber un maestro de música. No quiso Nuestro Señor se ocupase en siencia tan terrestre, como son todas las de esta vida, que la ocupaba su Magestad en otra mayor aún desde seglar, y según me decían sus padres y confesores, desde edad de tres años, y así permitió Nuestro Señor que teniendo la plática y ciencia de la música, no tubiese exersicio y prática porque jamás pudo entonar un solo punto (como se dice de San Agustín), de manera que las composiciones que hasía eran tan dificultosas (como ella no las entonaba) que no se podían cantar, con que quedó frustrada toda su ciencia. 
Además de compositora y latinista, Inés de la Cruz era contadora. Ella cuenta: "Quando yo era niña me enseñó un maestro las cuentas, no más con veinte leiciones, y era tan chica que quando veína gente a casa, como a juguete me sacaba mi padre, para que viesen que bien hazía las cuentas". Estos saberes le servirían más adelante en su vida conventual.